# Чаплинский, Станислав
Станислав Чаплинский (пол. Stanisław Czapliński; ? — 1618, Троице-Сергиева лавра) — командир польской иррегулярной кавалерии, полковник лисовчиков в 1616—1618 гг.

## Биография
Принимал участие в Дмитриаде — попытке посадить на московский трон самозванца Лжедмитрия I. В 1609 году он был ротмистром пятигорской конницы в армии самозванца Лжедмитрия II. После смерти полковника Александра Юзефа Лисовского в 1616 году был избран командиром лисовчиков, которые уже действовали в русско-польской войне 1609—1618 гг. Чаплинский в 1617 году захватил города Мещовск, Козельск и подступил к Калуге, где потерпел поражение от Дмитрия Пожарского. 
В ночь на понедельник 6 (16) сентября 1618 года Чаплинский внезапно появился под Переславлем-Залесским «и к городу приступал; и стоял под городом … 8  ден и, одшев от Переславля, Чаплинской с товарыщи стоял в Переславском уезде в селе в Сваткове». 24 сентября  (4 октября) лисовички Чаплинского подступили к Троице-Сергиеву монастырю. Жители посада и монастырские слуги отразили лисовичков и выбили их из Стрелецкой слободы. После этой неудачи Чаплинский с отрядом вернулся в стан королевича Владислава, который 1 (10) октября штурмовал Москву. Лисовчиков назначили в резерв для атаки Арбатских ворот, но им даже не пришлось участвовать в сражении.
Погиб Чаплинский в окрестностях Троице-Сергиева монастыря, столкнувшись на Вохне (ныне — подмосковный г. Павловский Посад) с отрядом монастырских слуг, «подступивши под замок верного боярина, будучи скрытно мушкетным выстрелом сражён, рухнул с коня на глазах товарищей своих». Предположительно, полковник Чаплинский погиб в период между 1 (11) и 14 (24) октября 1618 года.